# 🌸
🌸  is een teken uit de Unicode-karakterset dat een sakura voorstelt. Deze emoji is in 2010 geïntroduceerd met de Unicode 6.0-standaard.

## Betekenis
Deze emoji wordt gebruikt om de sakura mee af te beelden, de bloesem van de Japanse sierkers (Prunus serrulata). In Japanse implementaties kan men deze emoji ook oproepen met een equivalent van de term "goed zo"; op Japanse scholen is een stempeltje met een sakura een aanduiding voor goed werk.
De 🌸 moet niet verward worden met 🏵️, de rozet.

## Codering

De emojione1-implementatie

### Unicode
In Unicode vindt men de 🌸 onder de code U+1F338  (hex).

### HTML
In HTML kan men in hex de volgende code gebruiken: &#x1F338;
In decimaalnotatie werkt de volgende code: &#127800;

### Shortcode
In software die shortcode ondersteunt kan het karakter worden opgeroepen met de code :cherry_blossom:.

### Unicode-annotatie
De Unicode-annotatie voor toepassingen in het Nederlands (bijvoorbeeld een Nederlandstalig smartphonetoetsenbord) is kersenbloesem. De emoji is ook te vinden met de sleutelwoorden bloem, bloesem en kers.